# Elijah Muhammad

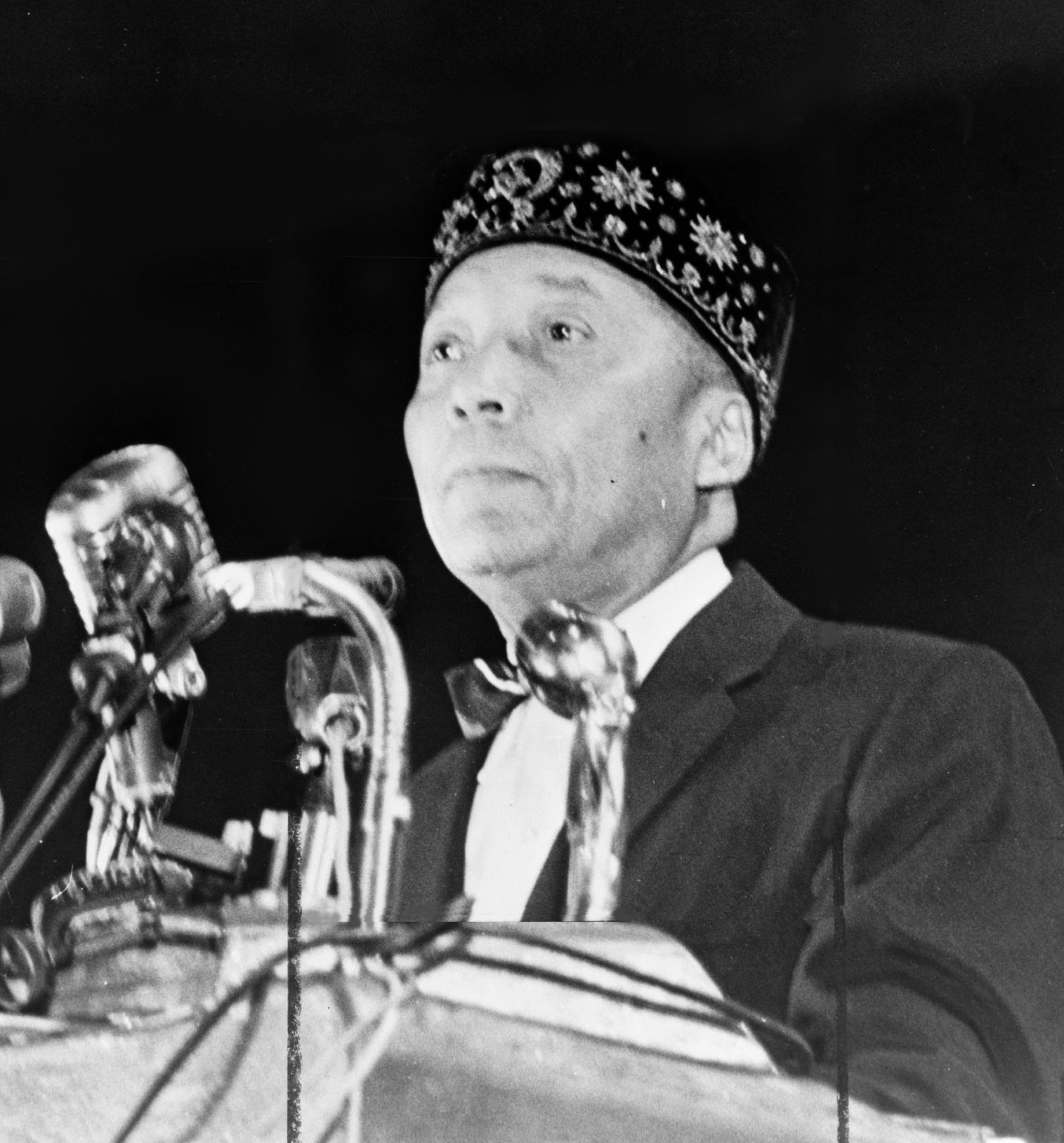
Elijah Muhammad

Elijah Muhammad, geboren als Elijah Poole (Sandersville, 7 oktober 1897 – 25 februari 1975), ook wel Elijah Karriem genoemd, was een Amerikaans geestelijke en politiek activist. Hij was de oprichter en leider van de Nation of Islam.
Elijah Muhammad beweerde dat hij in 1931 van Wallace Fard Muhammad het woord van Allah ontvangen had. Diens leer werd de basis van de theologie van de Nation of Islam. Hij raakte in opspraak toen hij diverse verhoudingen bleek te hebben met vrouwen. Deze affaire leidde tot een breuk tussen Elijah Muhammad en Malcolm X.
Na zijn dood werd Elijah Muhammad opgevolgd door zijn zoon Warith Deen Muhammad, die enkele hervormingen doorvoerde en de Nation of Islam dichter bij het 
soennisme bracht. Ook gaf hij de Nation of Islam een nieuwe naam. Louis Farrakhan splitste zich hiervan af en noemde zijn splinterbeweging weer Nation of Islam.